# Monte Cornaccio

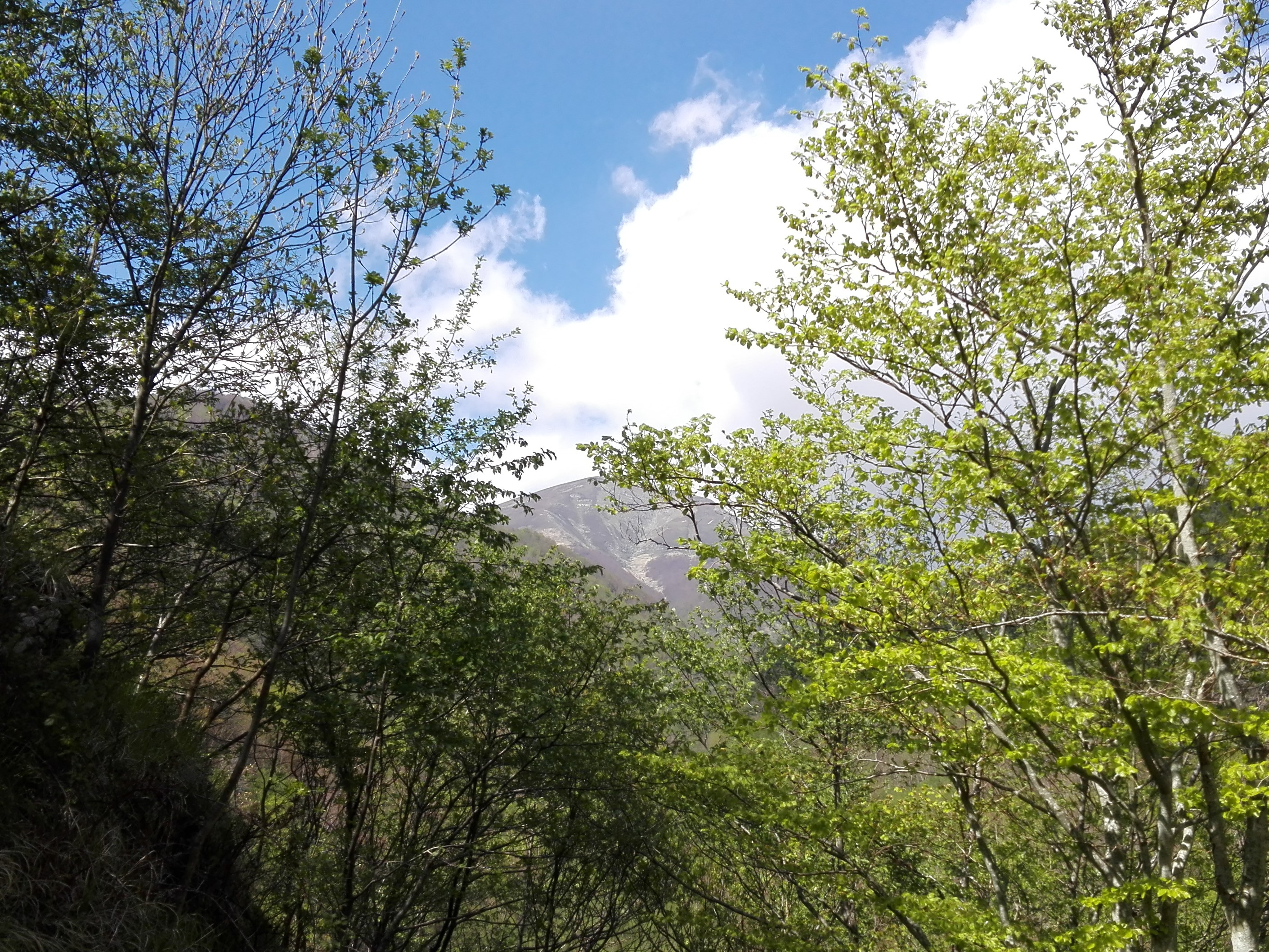
Veduta della Cima dalla Valverdiana nelle località Il Seccheto e Prato della Madonna

Il monte Cornaccio ha un'altezza di 1881 m s.l.m. e si trova lungo il crinale dell'alto Appennino tosco-emiliano che fa da spartiacque tra i bacini idrografici del torrente Dardagna, affluente del fiume Panaro, che sfocia nel fiume Po, del torrente Verdiana e del torrente Volata immissari del fiume Lima, affluente del Serchio, che sfocia nel mare Tirreno. Dalla vetta passa il confine tra le Regioni Emilia-Romagna, Città metropolitana di Bologna, e Toscana, provincia di Pistoia.
Prendendo a base le montagne, il Cornaccio è situato lungo la dorsale tra il corno alle Scale, 1945 m s.l.m., ed il monte Cupolino, a 1853 m s.l.m. Nei pressi del monte Cornaccio si trovano il Passo della Calanca, a m 1785 s.l.m., ed il Passo dello Strofinatoio, a m. 1632 s.l.m.. Il primo, che lo separa dalla mole del Cupolino, è stato chiamato nei secoli scorsi "dei Tre Termini" perché originariamente in quel punto confluivano i territori di tre stati diversi: Granducato di Toscana, Ducato di Modena, Stato della Chiesa. Il Passo dello Strofinatoio, che separa il Cornaccio dal crinale meridionale del Corno alle Scale, secondo alcuni archeologi potrebbe essere quello da cui transitò Annibale, nella primavera del 217 a.C., nel corso della II guerra punica, per passare dalla pianura padana verso l'Etruria. Tuttavia, nella val di Luce, vicino all'Abetone, esiste un passo di Annibale dal quale la tradizione vuole sia passato il condottiero con il suo esercito.
Il versante emiliano del monte Cornaccio è poco scosceso e vi si trova un grande vaccinieto; il versante toscano è strapiombante e lo si può vedere in lontananza da tutta la pianura pistoiese ed in parte anche da quella lucchese e fiorentina. Per almeno cinque mesi all'anno il Cornaccio appare coperto dalla neve.
La cima si trova ben al di sopra del limite degli alberi che si aggira in loco sui 1600 m. s.l.m. 
A Nord della vetta passa il sentiero di crinale, Grande Escursione Appenninica, GDA, 
con segnavia 00, proveniente da Pontepetri, Pedata del Diavolo, passo dello Strofinatoio e diretto verso il monte Cupolino, il lago Scaffaiolo, il monte Spigolino, il passo della Croce Arcana e il Libro Aperto.